# Jules Philippin
Jules Philippin (Le Locle, 18 juni 1818 – Neuchâtel, 15 december 1882) was een Zwitsers politicus.
Jules Philippin volgde een opleiding als klokkenmaker, maar studeerde later rechten. In 1830 werd hij notaris en in 1844 advocaat. Van 1849 tot 1851 was hij advocaat-generaal en van 1861 tot 1864 was hij secretaris-generaal van de spoorwegmaatschappij Compagnie Franco-Suisse. Van 1865 tot 1875 was hij directeur van de spoorwegmaatschappij Compagnie Suisse Occidentale.
Jules Philippin was aanvankelijk politiek actief voor de Radicale Partij van Neuchâtel (een kantonale afdeling van de federale Vrijzinnig-Democratische Partij). Van 1852 tot 1855 was radicaal afgevaardigde en van 1855 tot 1875 partijloos afgevaardigde in de Grote Raad van Neuchâtel. In 1858 was hij lid van de Grondwetgevende Vergadering van Neuchâtel. Van 1856 tot 1860 was hij lid van de Kantonsraad (eerste kamer Bondsvergadering) en van 1860 tot 1882 van de Nationale Raad (tweede kamer Bondsvergadering). Van 1866 tot 1867 en in 1878 was hij voorzitter van de Nationale Raad.
Jules Philippin was van 1875 tot 1882 lid van de Staatsraad (Conseil d'État) van Neuchâtel. Van 1876 tot 1878 was hij voor de eerste maal voorzitter van de Staatsraad (dat wil zeggen regeringsleider) van Neuchâtel. In 1882 werd hij opnieuw tot voorzitter gekozen, maar hij overleed nog in het eerste jaar van zijn ambtstermijn op 64-jarige leeftijd.